# 江口隆一
江口 隆一（えぐち りゅういち、1965年8月25日 - ）は、日本の政治家。元熊本県水俣市長（1期）、元熊本県議会議員（3期）。

## 来歴
熊本県出身。父親は江口建設工業の社長。1988年（昭和63年）3月、九州東海大学工学部卒業。衆議院議員秘書を務めた。
1991年（平成3年）4月の熊本県議会議員選挙に自民党の公認を受けて25歳で立候補し、初当選した。1999年（平成11年）の県議選は無所属で立候補し3選。
2002年（平成14年）2月10日に行われた水俣市長選挙に自民党の推薦を受けて立候補。民主党、自由党、日本共産党、社民党の推薦を受けた前市議の小形慎一郎ら2候補を破り初当選した。2月22日、市長就任。
2006年（平成18年）2月5日に行われた市長選挙は、自民党・公明党の推薦と、チッソ、同社の労組、農協，建設業団体等の支援を受けて立候補。盤石の態勢で選挙戦に臨むも、産業廃棄物処理施設建設計画反対を唱える市民団体に擁立された元水俣市教育委員会教育長の宮本勝彬に敗れ、1期で市長職を退いた。